# Santa Rosa (navire, 1958)
Pour les articles homonymes, voir Santa Rosa.
Le Santa Rosa est un paquebot construit en 1956 par les chantiers Newport News Shipbuilding de Newport News pour la compagnie Grace Line. Il est lancé le 28 août 1957 et quitte New York le 26 juin 1958 pour son voyage inaugural vers l’Amérique centrale. Il est détruit à Alang en 2012.

## Histoire

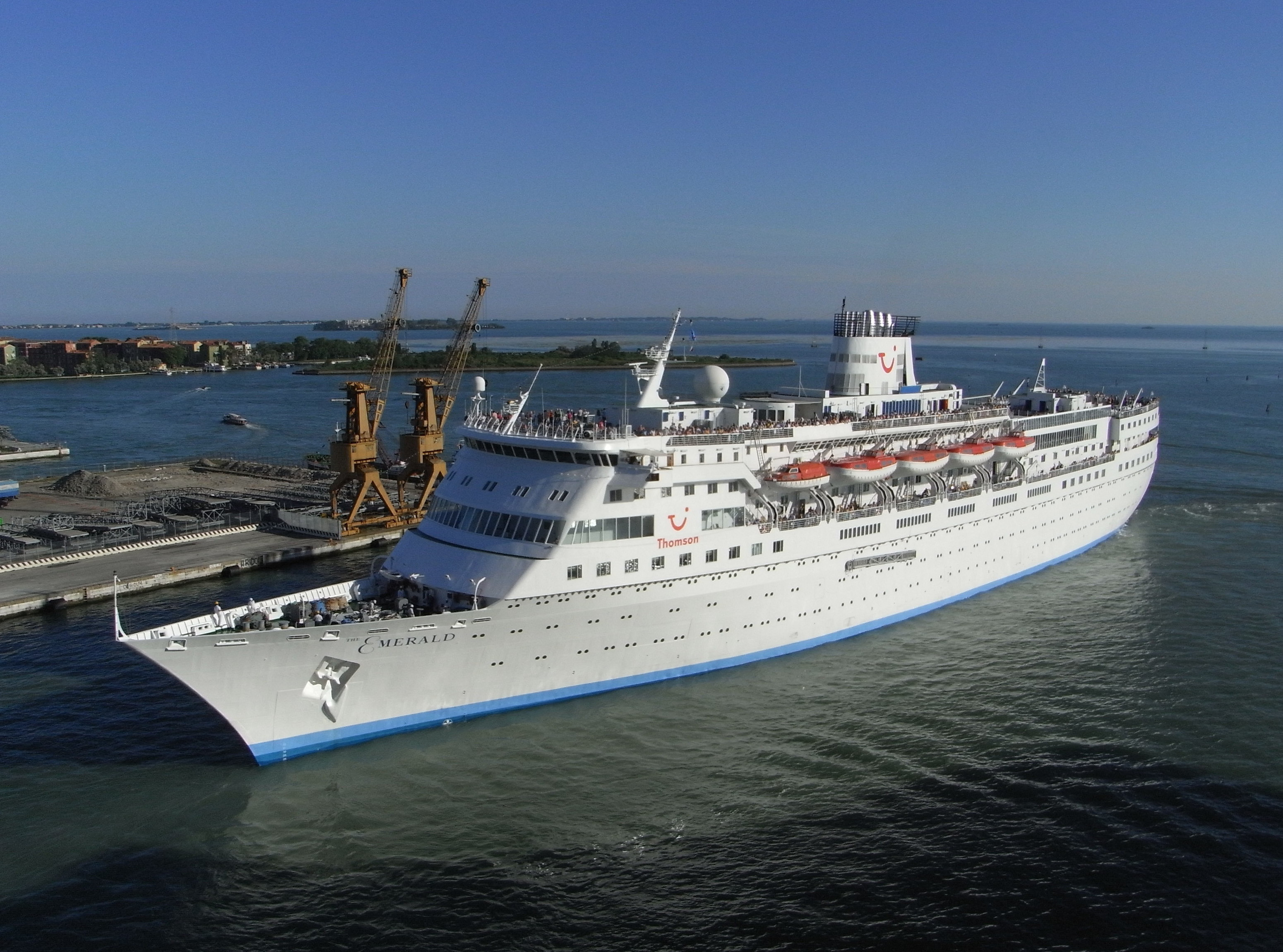
Le The Emerald en affrètement par Thomson Cruises en 2008.

Le Santa Rosa est un paquebot construit en 1956 par les chantiers Newport News Shipbuilding de Newport News pour la compagnie Grace Line. Il est lancé le 28 août 1957 et quitte New York le 26 juin 1958 pour son voyage inaugural vers l’Amérique centrale. Le 26 mars 1959, il heurte le pétrolier Valchem. En 1970, il est vendu à la ligne Prudential Grace Line. Le 22 janvier 1971, il est désarmé à Hampton Roads. En 1975, il est transféré au US-Department of Commerce puis à la Vintero Corp puis est désarmé à Baltimore. En 1989, il est vendu à la compagnie Coral Cruise Line et est envoyé à Chalkis pour être converti en navire de croisière.
En janvier 1993, il est vendu à la compagnie Regency Cruises qui le rebaptise Regent Rainbow et lui fait effectuer des croisières au départ de Tampa Le 27 novembre 1995, il est arrêté à Tampa à la suite de la faillite de la compagnie Regency cruises. En décembre 1996, il est vendu à la compagnie Celestyal Cruises (en) qui le rebaptise The Emerald. En mai 1997, il est affrété par Thomson Cruises qui l’utilise pour des croisières en mer Méditerranée.
En juin 2012, il est vendu à un chantier indien de démolition navale. Il arrive à Alang le 2 août 2012 et y est détruit.